# Nero-bevel

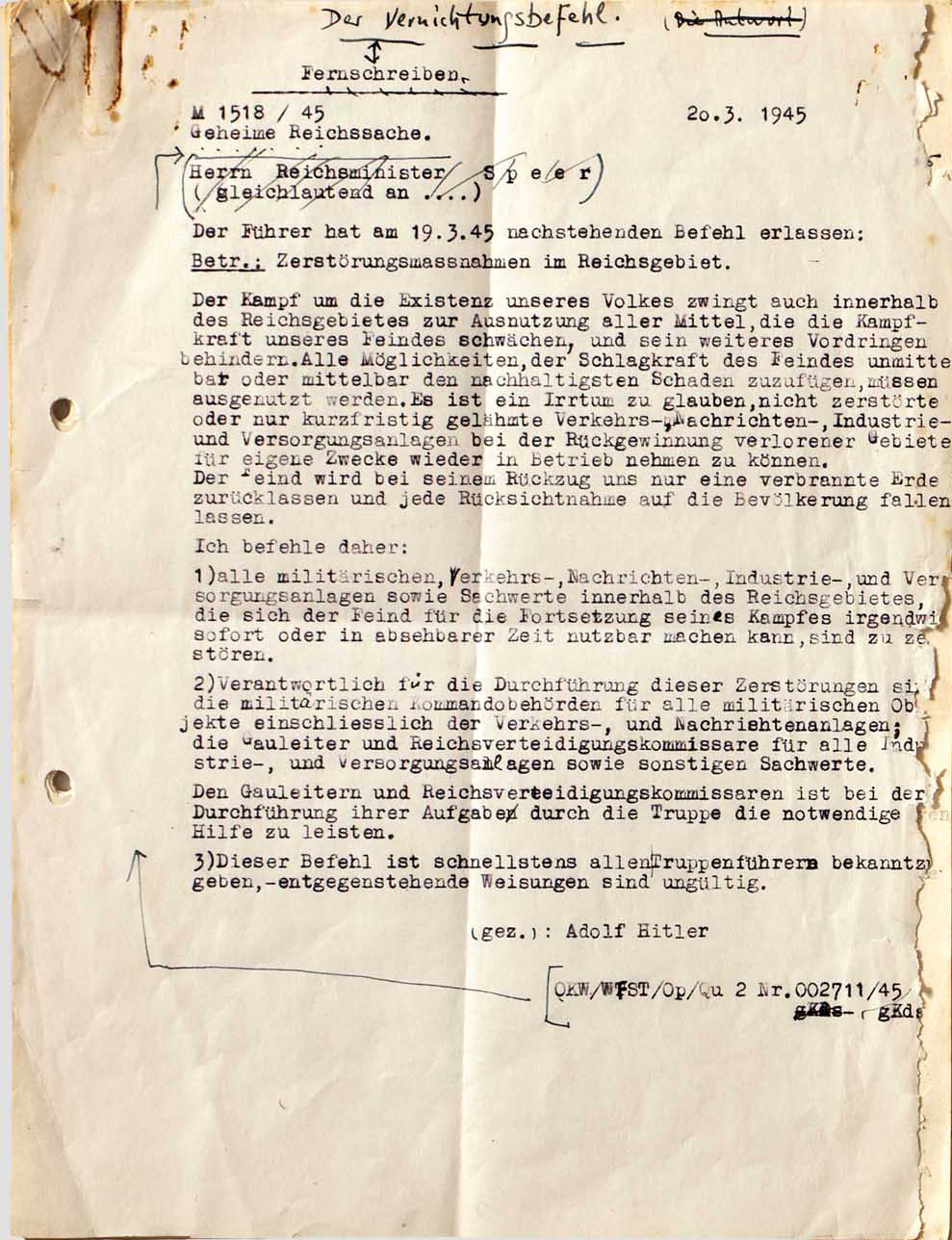
Telex van het bevel aan Speer

Het bevel van Adolf Hitler, betreffende Zerstörungsmaßnahmen im Reichsgebiet (Vernietigingsmaatregelen in het Rijksgebied), beter bekend als Nero-bevel (Duits: Nerobefehl), werd op 19 maart 1945 uitgevaardigd - tijdens de laatste dagen van het Derde Rijk - om volgens de tactiek van de verschroeide aarde de vernietiging te starten van de gehele Duitse industriële infrastructuur. Het bevel werd later het "Nero-bevel" genoemd, naar de Romeinse keizer Nero die zijn eigen stad Rome in brand zou hebben laten steken.
Albert Speer, toenmalig Rijksminister voor Bewapening en Munitie, beschrijft in zijn Erinnerungen de chaos van de dagen na de uitvaardiging van dit bevel en de moeite die hij ondervond om de Gauleiter van de NSDAP ertoe over te halen het Nero-bevel niet uit te voeren, opdat de overgebleven infrastructuur (na de geallieerde bombardementen) als basis kon dienen voor de heropbouw in het naoorlogse tijdperk.
De strijd om het bestaan van ons volk dwingt ons alle middelen binnen het Reich te gebruiken die de strijdkracht van onze vijand verzwakken en zijn verdere opmars belemmeren. Alle mogelijkheden om direct of indirect de meest blijvende schade toe te brengen aan de slagkracht van de vijand moeten worden benut. Het is een vergissing te geloven dat transport-, communicatie-, industriële en bevoorradingssystemen die niet zijn vernietigd of die slechts tijdelijk zijn lamgelegd, weer in gebruik kunnen worden genomen voor eigen doeleinden bij het terugwinnen van verloren gebieden. Als de vijand zich terugtrekt, laten ze ons als verschroeide aarde achter en laten ze alle aandacht voor de bevolking varen. Ik beveel daarom:
1. Alle militaire, transport-, communicatie-, industriële en bevoorradingsfaciliteiten, evenals materiële activa op het grondgebied van het Reich die de vijand onmiddellijk of in de nabije toekomst kan gebruiken voor de voortzetting van zijn strijd, moeten worden vernietigd.
2. De militaire commando-autoriteiten zijn verantwoordelijk voor het uitvoeren van deze vernietiging van alle militaire objecten, inclusief de verkeers- en communicatiesystemen, de Gauleiter en Reichsverteidigungskommissar voor alle industriële en bevoorradingssystemen en andere materiële activa; de Gauleiter en Reichsverteidigungskommissarissen zullen door de troepen de nodige hulp krijgen bij het uitvoeren van hun taken.
3. Dit bevel moet zo spoedig mogelijk bekend worden gemaakt aan alle troepenleiders; andersluidende instructies zijn ongeldig.— Adolf Hitler, 19 maart 1945

## Bron
- (de)  ns-archiv.de - Adolf Hitlers "Nero-Befehl"